# Dorfkirche Kuckenburg

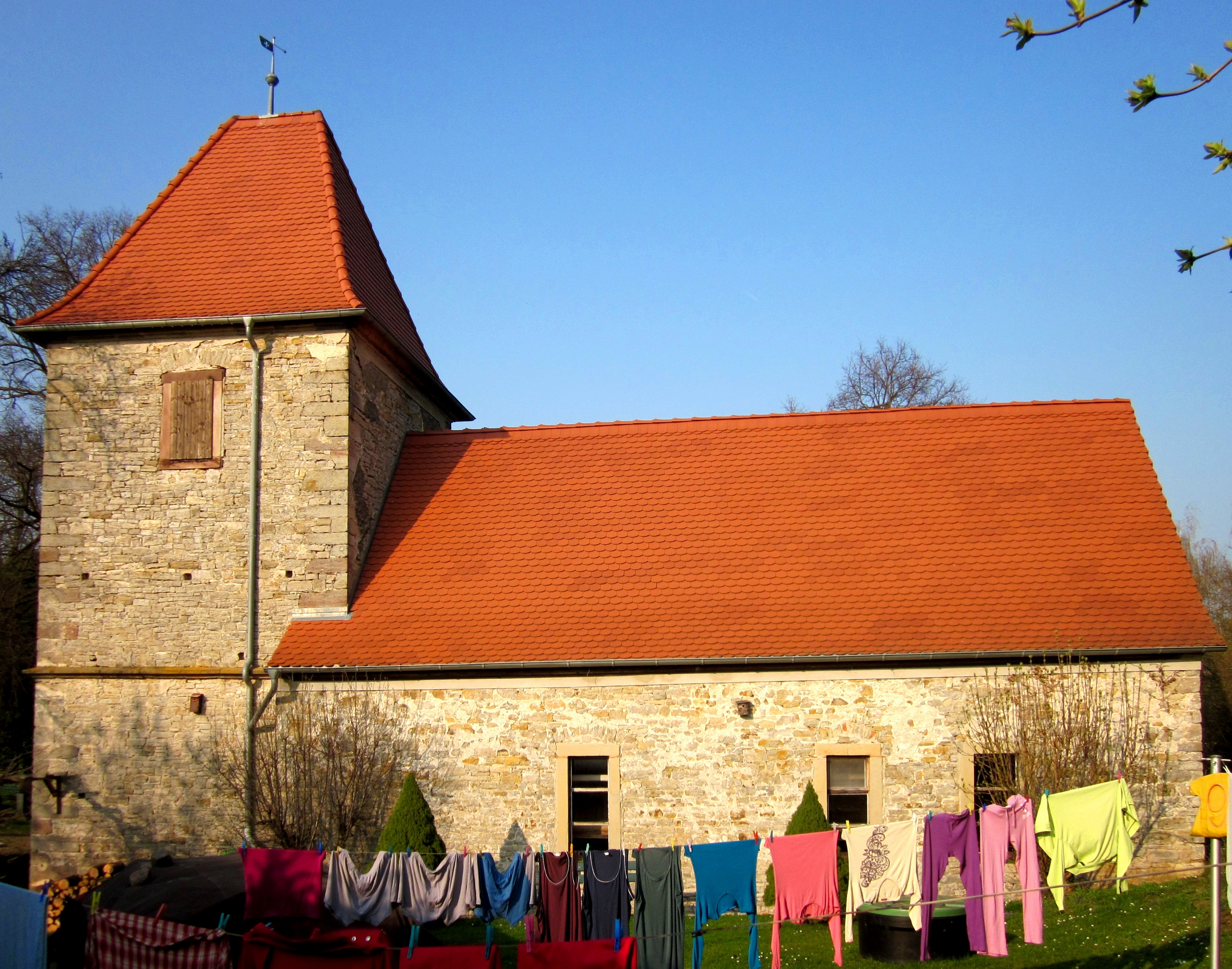
Dorfkirche Kuckenburg von Süden

Die Dorfkirche Kuckenburg ist eine denkmalgeschützte evangelische Kirche im Ortsteil Kuckenburg der Gemeinde Obhausen im Saalekreis in Sachsen-Anhalt. Im örtlichen Denkmalverzeichnis ist sie unter der Erfassungsnummer 094 65527 als Baudenkmal verzeichnet. Sie gehört zum Kirchspiel Querfurt im Kirchenkreis Merseburg der Evangelischen Kirche Mitteldeutschlands.

## Geschichte
Eine erste Kirche in Kuckenburg wurde im 11. Jahrhundert auf einer Anhöhe seitlich des Dorfes errichtet. Da Kuckenburg recht abgeschieden liegt, war dieses Bauwerk eine eigene Pfarrkirche, bevor 1262 Kuckenburg Filialkirche von Döcklitz wurde.
Das Patrozinium des kleinen Kirchenbaus ist heute nicht mehr bekannt. Zu Beginn des 18. Jahrhunderts wurde die Kirche in barocken Formen erweitert und quasi neu erbaut, wobei der Kirchturm ein Pyramidendach erhielt. 1747 wurde der Kanzelaltar errichtet. 1906 erhielt das Innere eine neue Farbfassung. Um 1990 erfolgte eine nochmalige Sanierung des Bauwerkes. Heute wird die Kirche selten genutzt.

## Architektur und Ausstattung
Die Kirche ist ein einschiffiger, rechteckiger Saalbau in Bruchsteinbauweise mit Westturm auf quadratischem Grundriss. Der Kirchturm besitzt Eckquaderungen. Die Fenster sind rechteckig und mit Ziegelsteinen ummauert. Das Innere wird von einer weiß bemalten Holztonne überspannt, unterhalb derer ein florales Zierband verläuft. Der Kanzelaltar mit reichem floralen Schnitzwerk wird von Figuren des Mose und Johannes des Täufers flankiert, der Schalldeckel wird von zwei Engeln getragen. Über dem Schalldeckel befindet sich eine Strahlenglorie, in der der hebräische Gottesname zu lesen ist. Das einstige Predella-Gemälde wurde mit dem Spruch „SOLI DEO GLORIA“ übermalt. Links und rechts des Altars befinden sich zwei kleine, hölzerne Logen mit floral vergitterten Fenstern.

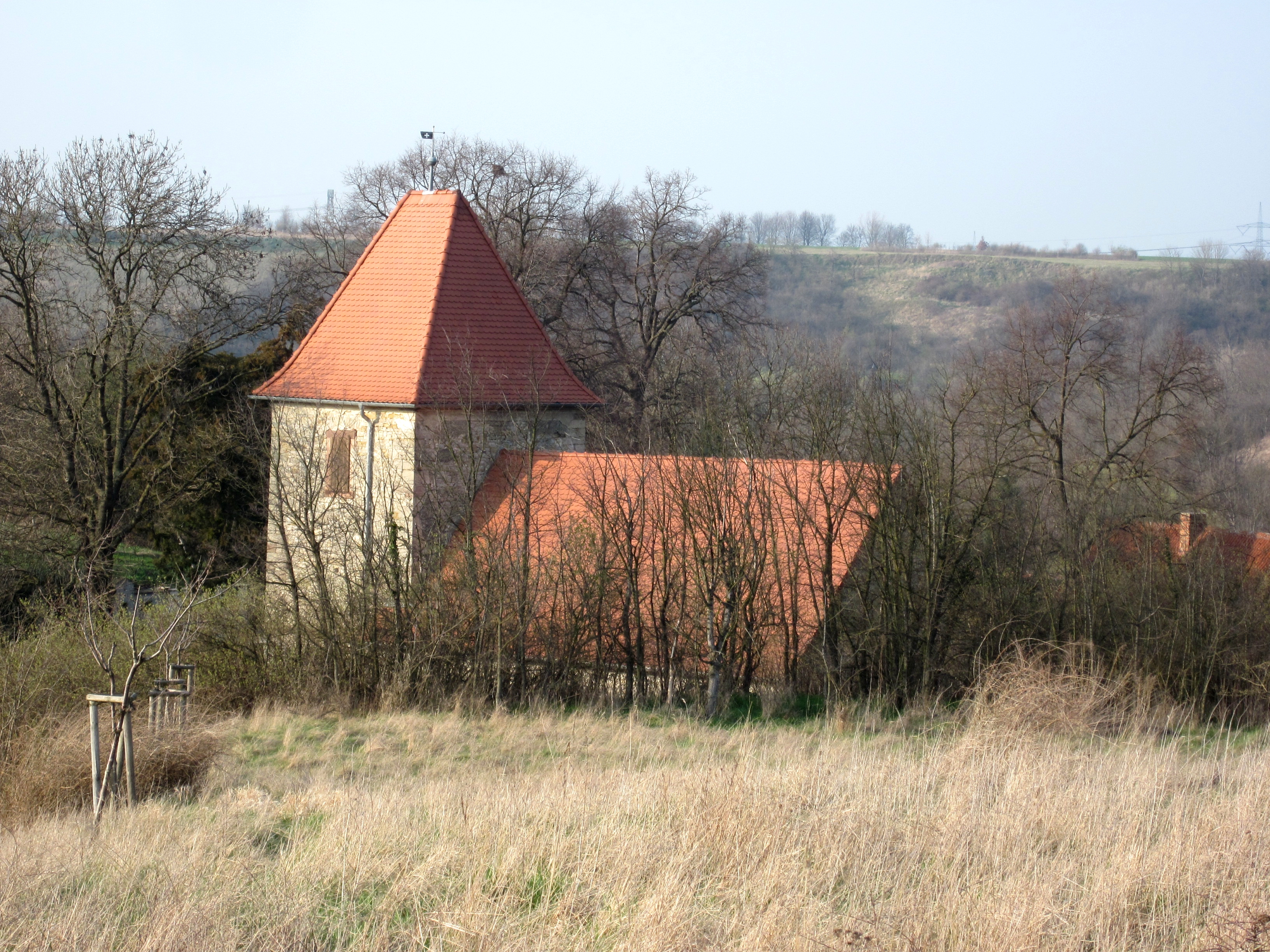
Einbettung der Kirche in die Landschaft

Die Empore ist hufeisenförmig und holzsichtig. Der achteckige Taufstein stammt aus dem Jahr 1558 und wurde 1743 nach Kuckenburg versetzt.

## Orgel
Die Orgel wurde 1904 durch Wilhelm Rühlmann als Opus 259 hinter einem barocken Prospekt errichtet. Das Instrument besitzt acht Register auf einem Manual und Pedal, die Trakturen sind pneumatisch. Derzeit ist das Werk nicht spielbar.

## Glocken
Über alte Glocken der Kirche ist bis dato nichts bekannt. 1917 verlor die Kirche eine Glocke, der Glockenstuhl besteht aus zwei Gefachen. Das heutige Instrument wurde 1806 durch G. C. Zeitheim aus Naumburg geschaffen und hat ca. 68 cm Durchmesser.
Der Schlagton ist dis″.